# Nationale Bewegwijzeringsdienst
De Nationale Bewegwijzeringsdienst (NBd) is een Nederlandse overheidsdienst die de bewegwijzeringstaken in Nederland uitvoert.
Voorheen zorgde de ANWB voor het plaatsen en onderhouden van de bewegwijzering in Nederland. Vanaf 2004 moesten Rijkswaterstaat en andere wegbeheerders de bewegwijzering aanbesteden, waardoor veel uniformiteit verloren ging.
Daarom heeft minister Schultz van Haegen van het Ministerie van Infrastructuur en Milieu in 2010 naar aanleiding van een rapport van de commissie Van Twist, onder leiding van hoogleraar Mark van Twist, een organisatie opgericht in samenwerking met de koepelorganisaties van wegbeheerders (Rijkswaterstaat, IPO, UvW en VNG) die in 2011 de werknaam Nationale Bewegwijzerings Dienst kreeg. De Nationale Bewegwijzeringsdienst (NBd) werd opgericht op 2 april 2013 en werd daadwerkelijk operationeel op 1 januari 2015. De NBd valt formeel onder Rijkswaterstaat.

## Taken
De NBd is verantwoordelijk voor het beheer van de database, de coördinatie en afstemming tussen de verschillende wegbeheerders en op- en vaststellen van bewegwijzeringplannen. De NBd kan ook de niet-wettelijke taken, zoals inkoop, plaatsing en beheer en onderhoud, voor de wegbeheerders verzorgen. De taken zijn vastgelegd in de Wegenverkeerswet 1994, die daartoe per 1 januari 2015 is gewijzigd (dit betreft met name de toevoeging van artikel 16a).